# Ријана
Робин Ријана Фенти (енгл. Robyn Rihanna Fenty; рођена 20. фебруара 1988) је певачица са Барбадоса. Рођена у Сент Мајку, са шеснаест година се преселила у САД ради музичке каријере, потписавши уговор са издавачком кућом „Def Jam“. Светски успех постигла је својим дебитантским синглом „Pon de Replay“ и албумом Music of the Sun из 2005. године. За мање од годину дана, објавила је свој други албум A Girl Like Me, са кога су се издвојили синглови „SOS“ и „Unfaithful“. Највећи успех Ријана је достигла својим трећим албумом Good Girl Gone Bad, са којег су чак три сингла — „Umbrella“, „Take a Bow“ „Disturbia“ — достигла прво место на америчкој Билборд хот 100 листи. Албум је био номинован за девет награда Греми, победивши у категорији за најбољу сарадњу реп и вокалне музике. Њен четврти студијски албум, Rated R, објављен је крајем 2009. године. Ријана је продала више од дванаест милиона плоча за само четири године, и освојила мноштво престижних музичких награда. Извођач је највећег броја синглова у декади који су достигли прво место на Билборд хот 100 листи — пет — уз Бијонсе Ноулс. Ријана је такође и амбасадор културе Барбадоса.

## Живот и каријера

### Детињство и почеци (1988—2004)
Ријана је рођена у Сент Мајклу, Барбадос 20. фебруара 1988. као кћерка Роналда и Монике Фенти. Њена мајка је досељеник пореклом из Гвајане, док је њен отац ирског порекла. Има два млађа брата, Рорија и Реџада Фентија. Певањем је почела да се бави са седам година. На њено детињство дубоко је утицао њен отац, зависник од алкохола и кокаина, и честе свађе њених родитеља, који су се развели када је имала четрнаест година. У средњој школи, Ријана је са две пријатељице основала музичку групу, а 2004. је победила на школском избору лепоте. Ријана је била део посебан програма за младе организованог од стране војске Барбадоса.
Са петнаест година је основала музички трио са две пријатељице, које су је 2003. представиле музичком продуценту Евану Роџерсу. Роџерс је у том тренутку био на породичном одмору на Барбадосу. У потпуности освојен Ријанином појавом, Роџерс је само њој понудио уговор, а не целој групи. Недуго после свог шеснаестог рођендана, Ријана се преселила у дом Роџерсових у Конектикату. Карл Старкен помогао јој је да сними своје прво демо издање, које је послато разним издавачким кућама. Ријана је, због обавеза у средњој школи, демо снимала око годину дана. Снимак је доспео до председника издавачке куће „Def Jam“, Џеј-Зија, који јој је понудио уговор за снимање албума.

### и(2005—2006)
У децембру 2003. године Ријана се, преко заједничког пријатеља, састала на Барбадосу са музичким продуцентом Еваном Роџерсом који је ту био на одмору. Пошто је доста слушао о њеном таленту, Роџерс је позвао у хотел, где је Ријана имала аудицију и где је наступила са песмама „Emotion“ и „Hero“. Роџерс је био импресиониран, па је Ријану и њену мајку повео са собом кући, у Конектикат, где је Ријана снимила неколико демо снимака. Ријана је одмах потписала уговор са Евановом продукцијском компанијом, која јој је одмах доделила адвоката и менаџера који су се у наредном периоду посветили тражењу продукцијске куће за коју би могла да потпише уговор. Ријанини демо снимци послати су многобројним кућама, између осталих и кући ,,Def Jam Recordings”. Снимак је стигао и до председника компаније Џеј-Зија. На аудицији Ријана је наступила са песмом Витни Хјустон ,,For the Love of You” као и оригиналним верзијама својих песама ,,Pon de Replay” и ,,The Last Time”. Исте вечери потписан је уговор за шест албума.
У наредном периоду, Ријана је издала два албума - свој првенац ,,Music of the Sun” и у априлу 2006. године ,,A Girl Like Me”. Са првог албума објављени су синглови „Pon de Replay“ и „If It's Lovin' that You Want“, а са другог „SOS“, „Unfaithful“, „We Ride“ и „Break It Off“. Албуми су Ријани омогућили огромну популарност на Барбадосу, а захваљујући хитовима „Unfaithful“ и „SOS“ и на територији Сједињених Америчких Држава.
У лето 2006. године Ријана је кренула на своју прву турнеју под називом „Rihanna: Live in Concert Tour“ која је обухватала три државе.

## Дискографија
- 2005:
- 2006:
- 2007:
- 2008:
- 2009:
- 2010:
- 2011:
- 2012:
- 2016:

### Видеографија
| Спот                           | Година | Режисер                                |
| ------------------------------ | ------ | -------------------------------------- |
| Pon de Replay                  | 2005   | Little X                               |
| If It's Lovin' that You Want   | 2005   | Маркус Рабој                           |
| SOS                            | 2006   | Крис Ејплбум                           |
| SOS(Nike version)              | 2006   | Крис Ејплбум                           |
| Unfaithful                     | 2006   | Ентони Мандлер                         |
| We Ride                        | 2006   | Ентони Мандлер                         |
| Umbrella                       | 2007   | Крис Ејплбум                           |
| Shut Up and Drive              | 2007   | Ентони Мандлер                         |
| Hate That I Love You           | 2007   | Ентони Мандлер                         |
| Don't Stop the Music           | 2007   | Ентони Мандлер                         |
| Take a Bow                     | 2008   | Ентони Мандлер                         |
| If I Never See Your Face Again | 2008   | Ентони Мандлер                         |
| Disturbia                      | 2008   | Ентони Мандлер                         |
| Rehab                          | 2008   | Ентони Мандлер                         |
| Live Your Life                 | 2008   | Ентони Мандлер                         |
| Run This Town                  | 2009   | Ентони Мандлер                         |
| Wait Your Turn                 | 2009   | Ентони Мандлер                         |
| Russian Roulette               | 2009   | Ентони Мандлер                         |
| Hard                           | 2009   | Мелина Мацукас                         |
| Shy Ronnie                     | 2009   | Акива Шафер                            |
| Rude Boy                       | 2010   | Мелина Мацукас                         |
| Rockstar 101'                  | 2010   | Мелина Мацукас                         |
| Te Amo                         | 2010   | Anthony Mandler                        |
| Love the Way You Lie           | 2010   | Џосеф Кан                              |
| Who's That Chick?              | 2010   | Џонас Акерлунд                         |
| Only Girl (In the World)       | 2010   | Ентони Мандлер                         |
| Shy Ronnie 2: Ronnie & Clyde   | 2010   | Акива Шафер                            |
| What's My Name?                | 2010   | Фили Анделман                          |
| S&M                            | 2011   | Мелина Мацукас                         |
| California King Bed            | 2011   | Ентони Мандлер                         |
| Man Down                       | 2011   | Ентони Мандлер                         |
| Fly                            | 2011   | Сана Хамри                             |
| We Found Love                  | 2011   | Мелина Мацукас                         |
| You da One                     | 2011   | Мелина Мацукас                         |
| Take Care                      | 2012   | Yoann Lemoine                          |
| Where Have You Been            | 2012   | Дејв Мејерс                            |
| Princess Of China              | 2012   | Адрија Пети,Алан Биби                  |
| Diamonds                       | 2012   | Ентони Мандлер                         |
| Stay                           | 2013   | Софи Мулер                             |
| Pour It Up                     | 2013   | Робин Фенти                            |
| What Now                       | 2013   | Дарен Крег,Џонатан Крејвен,Џеф Николас |
| The Monster                    | 2013   | Рич Ли                                 |
| Can't Remember to Forget You   | 2014   | Џозеф Кан                              |
| FourFiveSeconds                | 2015   | Inez & Vinoodh                         |
| American Oxygen                | 2015   | Дарен Крег,Џонатан Крејвен,Џеф Николас |
| Bitch Better Have My Money     | 2015   | Робин Фенти/Megaforce                  |
| Work                           | 2016   | Director X/Tim Erem                    |
| Kiss It Better                 | 2016   | Craig McDean                           |
| Needed Me                      | 2016   | Хармони Корин                          |
| This Is What You Came For      | 2016   | Емил Нава                              |
| Sledgehammer                   | 2016   | Флорија Сигисмонди                     |
| Wild Thoughts                  | 2017   | Колин Тили                             |
| Loyalty                        | 2017   | Дејв Мејерс                            |